# Wyche Fowler
William Wyche Fowler, Jr. (Atlanta, 6 ottobre 1940) è un politico e ambasciatore statunitense, senatore per lo stato della Georgia dal 1987 al 1993 e in precedenza membro della Camera dei Rappresentanti per lo stesso stato dal 1977 al 1987.

## Biografia
Nato e cresciuto ad Atlanta, Fowler si laureò in legge e successivamente lavorò come consulente legale per alcuni politici, fino a quando decise di entrare lui stesso in politica con il Partito Democratico e venne eletto nel consiglio comunale della sua città.
Nel 1977 il deputato Andrew Young rassegnò le proprie dimissioni dalla Camera dei Rappresentanti e così vennero indette delle elezioni speciali per assegnare il seggio ad un nuovo deputato. Fowler si candidò e riuscì a vincere, venendo eletto. Dopo quasi dieci anni, Fowler lasciò la Camera per candidarsi al Senato e fu eletto, sconfiggendo il repubblicano in carica Mack Mattingly.
Nel 1992 Fowler chiese un altro mandato da senatore, ma inaspettatamente venne sconfitto di misura dall'avversario repubblicano Paul Coverdell e dovette lasciare il Congresso. Tre anni dopo, il Presidente Bill Clinton lo nominò ambasciatore statunitense in Arabia Saudita, ruolo che ricoprì fino ai primi mesi dell'amministrazione Bush.